# أشرف أرميا
أشرف أرميا برسوم بلامون هو بروفيسور مصري بريطاني وطبيب عيون ماهر في جراحة العيون ولد في 1 يوليو 1972 ونشأ بالقاهرة وعاش فتره في القاهرة ثم إنتقل إلى محافظة الفيوم مع والده، وإلتحق بالمدرسة الانجيليه بالمرحلة الابتدائيه، وكان من أوائل المحافظة، ثم هاجر إلى أمريكا وإلتحق بمدرسة إبتدائى هناك في ولايه PennSylvania ثم ولايه North Carolina ثم عاد إلى القاهرة ودرس الطب بجامعة القاهرة.
هو استشاري جراحة العيون في وزارة الصحة المصرية واستشاري (FRCSG) من غلاسكو.
وقد أكمل شهادة الماجستير في طب وجراحة العيون من جامعة القاهرة بمصر وجامعة كاليفورنيا الملكية في طب العيون من غلاسكو بالمملكة المتحدة وحصل على ألقاب ودرجات شرفية من كلاً من جامعة برونيل وجامعة كارديف وجامعة لوفبرا وجامعة ميدلسكس (جامعات بريطانية) وكذلك من جامعة لوند بالسويد وله كراس شرفية في جامعة لاهور بباكستان وجامعة سيينا بإيطاليا.

## إنجازاته العلمية
أثناء عملية المياة البيضاء لأحد المرضى حدث عدة مشاكل وكانت مشكلة عويصة وتم إنجاز العملية وأطلق عليها PotBelly dancing cataract وعندنا تم عرض العملية في مؤتمر عالمي تم الموافقة علي هذا الاسم من الجمعية الأمريكية للقرنية والمياة البيضاء وتصحيح الإبصار وتم حفظه في المكتبة لديهم في أمريكا.

## المؤتمرات الدولية
قد شارك الدكتور اشرف أرميا في العديد من المؤتمرات الدولية  مثل المؤتمر الآسيوي الأسترالي الثاني  ومثل مصر في المؤتمر الدولي السادس عشر لطب العيون العيادي والتجريبي 

## مؤلفاته
ولاشرف أرميا من الكتب كتاب وحيد في طب العيون هو "Potbelly Dancing Cataract (Imagination versus reality)" وهو كتاب في مداواة علل العين بالأدوية والآلات الجراحية ويشتمل هذا الكتاب علي تجارب وطرائق عملية في إجراء جراحات العيون وبيان لتشريحها وقد اتبع فيه اشرف أرميا منهجا علميا دقيقا واستفاد من منهجه هذا من جاء بعده من الأطباء.

## وصلات خارجية
- اكتشاف اشرف أرميا سبب فقدان البصر لدى مريض يبلغ من العمر 78 عامًا
- مع اشرف أرميا
- لقاء مع الدكتور اشرف أرميا